# Hrafnhildur Hanna Þrastardóttir
Hrafnhildur Hanna Þrastardóttir (født 14. maj 1995 i Reykjavík, Island) er en kvindelig islandsk håndboldspiller som spiller for ÍBV Vestmannaeyja og Islands kvindehåndboldlandshold. Hun har spillet et enkelt år i fransk håndbold for Bourg-de-Péage Drôme Handball.
I 2015, blev hun topscorer i Úrvalsdeild kvenna med 159 mål. Hun var topscorer de kommende sæsoner i 2016 og 2017.